# Uapou maculata
Uapou maculata är en spindelart som beskrevs av Lucien Berland 1935. Uapou maculata ingår i släktet Uapou och familjen täckvävarspindlar. Inga underarter finns listade i Catalogue of Life.